# Peter Jezewski

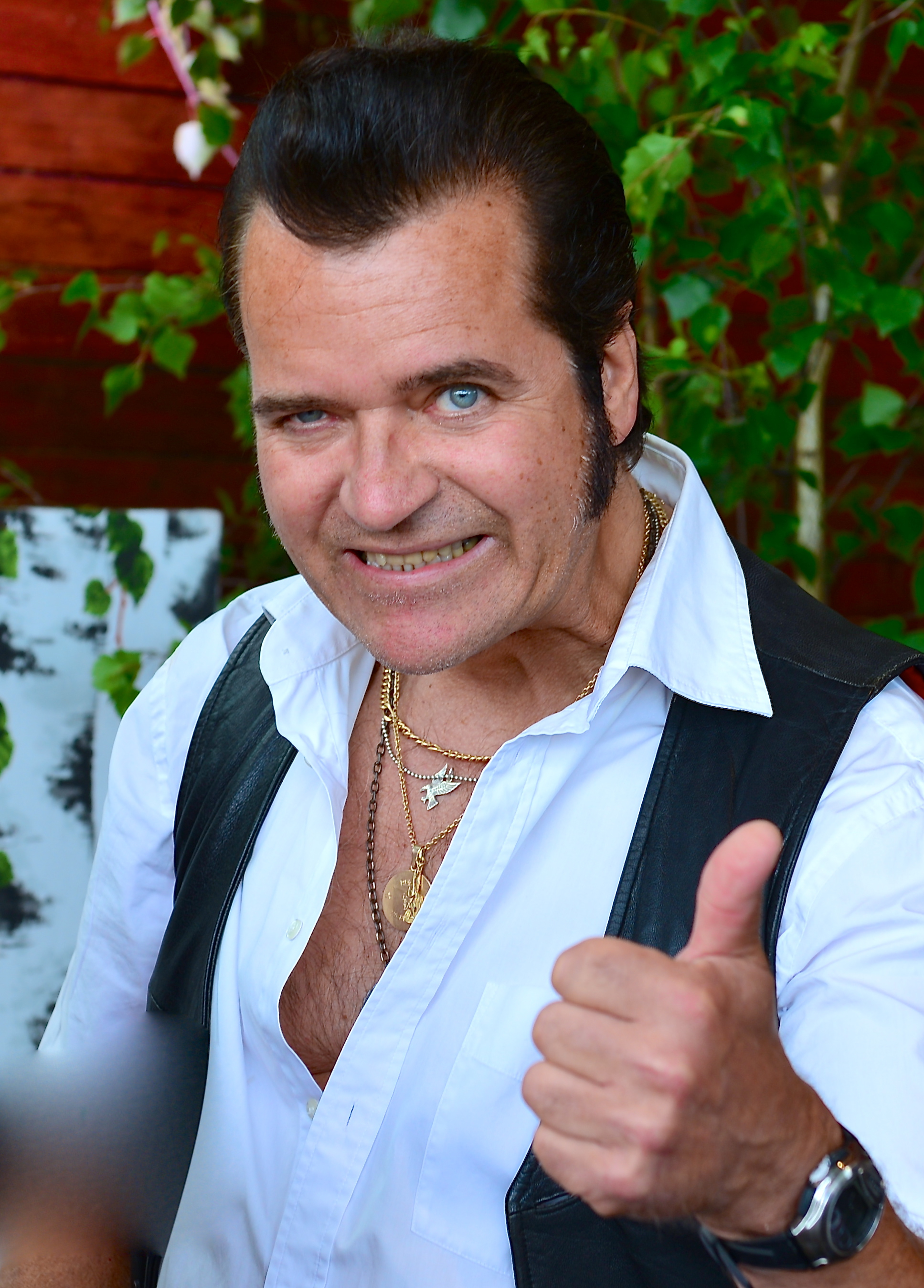
Peter Jezewski under artistpresentationen inför Allsång på Skansen i Stockholm den 11 juni 2013.

Peter Andrzej Jezewski, född 10 april 1957, är en svensk tidigare basist, gitarrist och sångare i The Boppers. Han lämnade gruppen 1993  och bildade bandet Peter and the Chiefs. Detta band gav ut sin första skiva 1994. Han spelade också i bandet The Silhouettes.
Jezewski återförenades tillfälligt med The Boppers 2002. Han är inte längre medlem i bandet men spelade i Boppers i föreställningen Jerka på Stora Teatern, Göteborg hösten 2003. Jezewski har även medverkat i showen Ung rebell på Scalateatern.
2006 medverkade Jezewski också i filmen Förortsungar som karaktären Johnny.
Jezewski är sedan 2011 aktuell i showen Be bop a luba som sätts upp på konserthus runt om i Sverige. Gästartister i showen är bland andra Svenne Hedlund och Tone Norum. En liveskiva och DVD inspelad under turnén släpptes 2013. Sommaren 2013 uppträdde Jezewski på Allsång på Skansen där han framförde Boppers-låten "Jeannies coming back" i en modernare tappning.
Jezewski var innan tiden i The Boppers med i punkbandet Tungt sjukhus, omnämnt i Thåströms låt "Brev till 10:e våningen".
Inför riksdagsvalet 2018 stod han på riksdagslistan för Sverigedemokraterna utan att bli invald. Han har tidigare spelat på Sverigedemokraternas sommarfestival 2016.

## Mer än Revy
Jezewski har under åren figurerat som gästartist i vintershowen Mer än Revy på Guntorps Herrgård i Borgholms kommun, Öland. Detta resulterade vintern 2007 i två halvtimmeslånga radioprogram i Radio P4 Kalmar. Jezewski har gjort ett nytt album som började 2007 som en kyrkskiva som skulle heta Crying in the chapel, men byggdes på med 52 gästartister bland annat Carola Häggkvist, Tone Norum, Björn Skifs, Jakob Samuel, Mats Wester och Mikael Rickfors. Skivan släpptes under 2011.

## Diskografi (studioalbum)
- Pop (1988)
- Peter and the Chiefs (1994)
- Swedish Gold (1996)
- Hearts Of Fire (2003)
- Friends Connection (2CD) (2011)
- Be bop aluba LIVE (2CD) (2013)

## Filmografi
- Förortsungar (2006)